# Tournée de l'équipe de Nouvelle-Zélande de rugby à XV en 2017
L'équipe de Nouvelle-Zélande de rugby à XV effectue du 4 au 25 novembre 2017 une tournée en Europe.

## Résultats complets
| No | Date             | Lieu                                         | Match                             | Score   | Compétition |
| -- | ---------------- | -------------------------------------------- | --------------------------------- | ------- | ----------- |
| 1  | 4 novembre 2017  | Twickenham, Londres - Angleterre             | Barbarians – Nouvelle-Zélande XV  | 22 – 31 | tournée     |
| 2  | 11 novembre 2017 | Stade de France, Saint-Denis - France        | France – Nouvelle-Zélande         | 18 – 38 | test match  |
| 3  | 14 novembre 2017 | Parc Olympique lyonnais, Lyon - France       | France A – Nouvelle-Zélande XV    | 23 – 28 | tournée     |
| 4  | 18 novembre 2017 | Murrayfield, Édimbourg - Écosse              | Écosse – Nouvelle-Zélande         | 17 – 22 | test match  |
| 5  | 25 novembre 2017 | Millennium Stadium, Cardiff - Pays de Galles | Pays de Galles – Nouvelle-Zélande | 18 – 33 | test match  |